# Chiesa di Santa Maria in Via (Camerino)
La chiesa di Santa Maria in Via è una chiesa cattolica romana in stile barocco a Camerino, in provincia di Macerata, nelle Marche.

## Storia

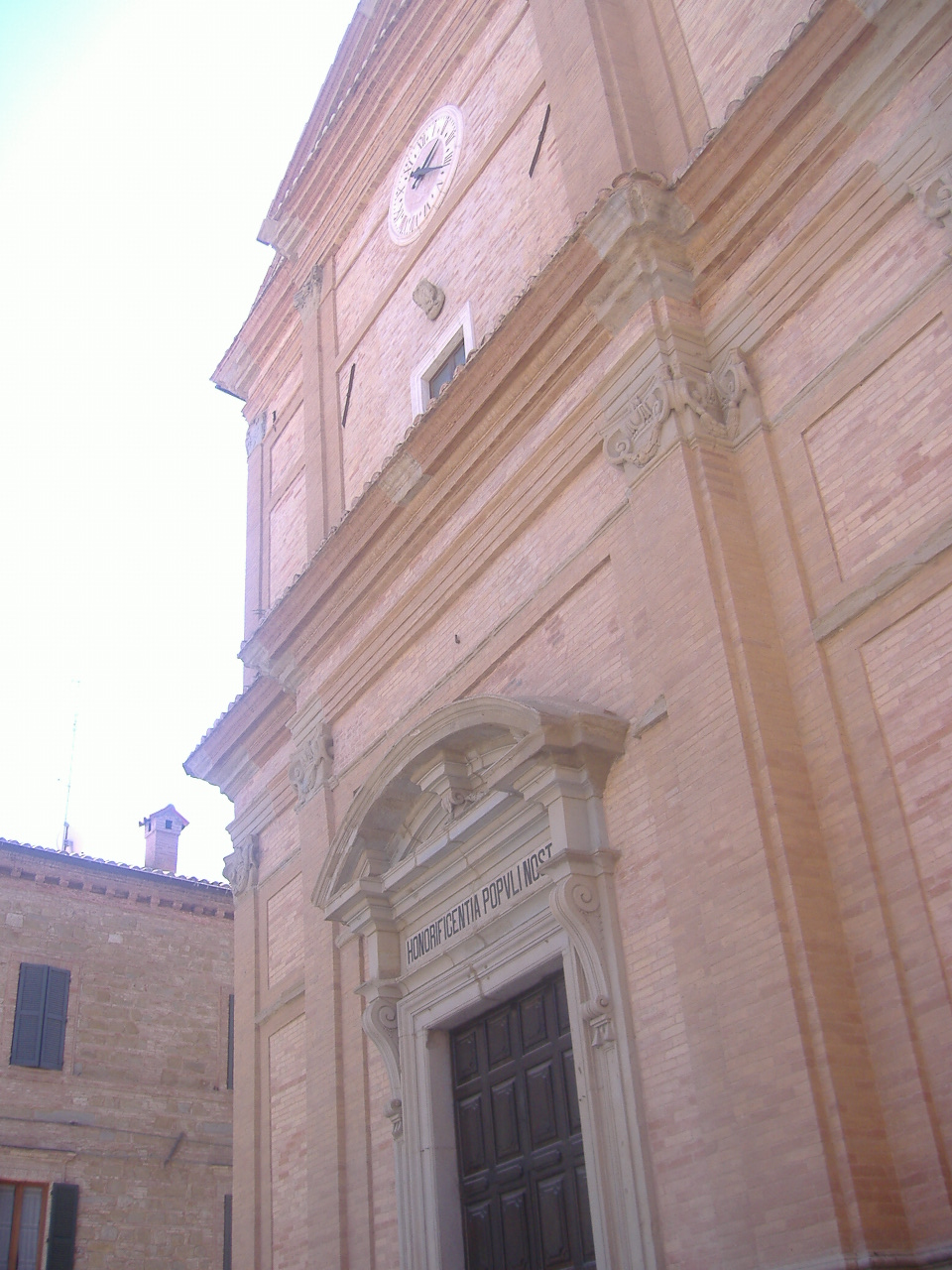
Facciata di Santa Maria in Via

La chiesa fu progettata sul sito dell'ex piccolo oratorio, acquistato dal cardinale Angelo Giori tra il 1639 e il 1642. Nel 1643 il Cardinale acquistò una reliquia duecentesca della Madonna con Bambino attribuita al Maestro di Camerino. Il cardinale commissionò ad Andrea Sacchi il progetto della chiesa, consacrata nel 1654.

## Architettura
La pianta è ellittica con quattro cappelle semicircolari laterali. La cappella del crocifisso e un battistero occupano le cappelle anteriori, mentre verso le absidi si trova l'oratorio della confraternita e la sacrestia, che si aprono sull'edicola con le icone della Vergine. L'icona è stata restaurata nel 1973. L'icona ha una scritta in lettere gotiche che afferma "Virgo parit Christum velut angelus intimat ipsum".
Il soffitto in mattoni originale è crollato durante un terremoto nel 1799, ed è stato sostituito da un tetto a capriate.

## Interni

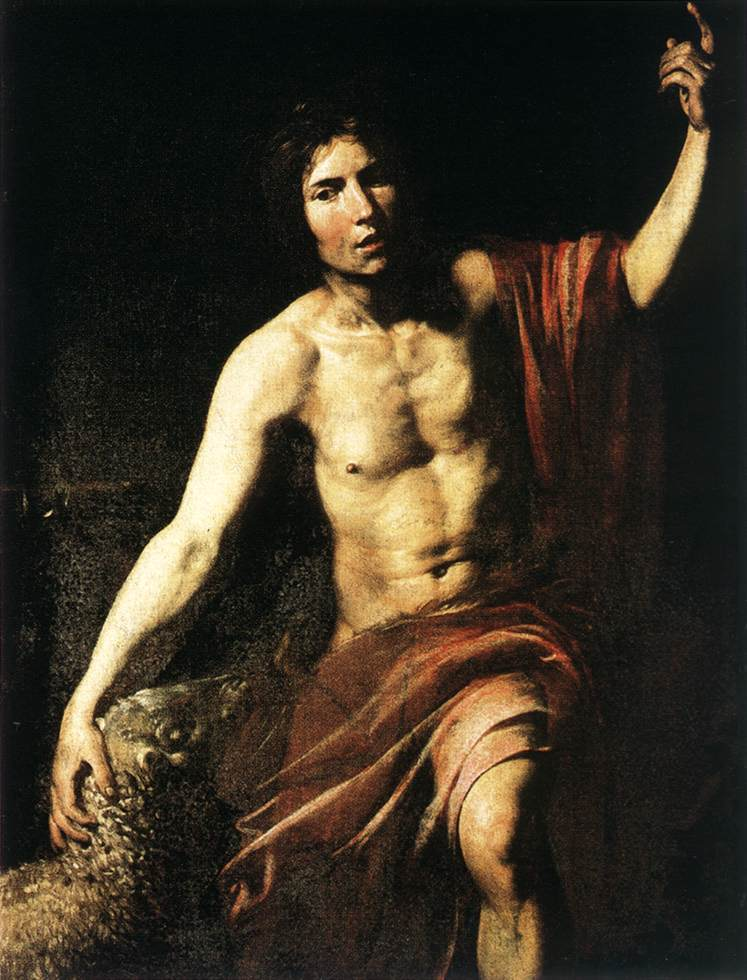
San Giovanni Battista di Valentin de Boulogne

L'interno è decorato con finti marmi policromi (scagliola) e fu completato solo nel 1896 dall'Adami di Roma e dai Ferranti di Tolentino. La chiesa fu nuovamente danneggiata dal terremoto del 1997 e riaperta al culto nel settembre 2006.
Il soffitto della navata è stato affrescato da Giuseppe Rinaldi, detto lo Spazza, e raffigura la Vita e i Misteri di Maria. Il presbiterio è stato dipinto da Orazio Orazi, raffigurante l'icona della Madonna col Bambino del Maestro di Camerino presumibilmente in arrivo da Smirne e la sua incoronazione.
Nella cappella di destra, un tempo la tomba del cardinale Giori, vi è custodito il crocifisso con cui nel 1750, san Paolo della Croce, fondatore dei passionisti, benedisse i camerinesi, promulgando la sua eremitica missione monastica. Il crocifisso in cartapesta è stato ricavato da una cappella in Strada di Beldiletto .
Inizialmente il cardinale Giori si proponeva di dotare ciascuna delle quattro cappelle di tre dipinti di celebri artisti. Nella prima cappella di destra, i dipinti raffigurano i Santi Francesco di Sales e Paola di Andrea Sacchi. La seconda cappella conserva una copia della pala d'altare di San Michele Arcangelo di Guido Reni. Nella cappella vicino all'ingresso si trova una Flagellazione di Cristo di un pittore influenzato dal Caravaggio. La sacrestia ha due tele di Valentin de Boulogne, raffiguranti San Giovanni Battista e San Girolamo, restaurate nel 1973. Nell'oratorio sono raffigurati sette apostoli, ad opera di Sacchi, e un Sant'Andrea, copia di un'opera di Simon Vouet.